# Brenthia virginalis
Brenthia virginalis là một loài bướm đêm thuộc họ Choreutidae. Loài này có ở Nam Phi.